# Unió Esportiva Bossòst
La Unió Esportiva Bossòst, és un equip de futbol de la Vall d'Aran que juga en la competició francesa. L'equip juga al municipi de Bossòst, una vila situada al terçó de Quate Lòcs, al costat del riu Garona.
La U.E. Bossòst va ser fundada entre el 1920 i el 1927 (no es pot precisar la data), i sempre ha jugat a França des que es va fundar per la seva proximitat geogràfica i social.
No té cap patrocinador, és finança amb les quotes dels seus aproximadament 160 socis i amb ajuts del Conselh Generau d'Aran. També amb la venda de números de loteria.

## Competició

Copa de França

És l'equip principal de la Vall d'Aran, sobretot després de la desaparició del Vielha Club de Fùtbol (de Vielha). Juguen a la categoria de la divisió Excellence –l'equivalent a tercera catalana–, també juguen la Copa de França, la competició de més pes de la temporada, de fet podríen fins i tot arribar a la final, però normalment no passen de la segona o tercera eliminatòria. Mai no han jugat contra un equip de la divisió professional.
Una de les principals diferències del club és la diversitat de llengües que es parlen al vestidor del Bossòst –aranès, castellà, català–, mentre que als equips rivals només s'hi parla francès.
També juga la Copa de Comminges, un torneig que juguen els clubs de les divisions de la regió de Comminges, on el U.E. Bossòst juga des dels anys vint. El Bossòst ha guanyat aquest trofeu en dues ocasions, la darrera va ser el 2007.

## La neu els va obligar a jugar a França
En els primers anys de l'equip, no podien creuar a l'altra banda de la vall per les nevades, per aquest motiu l'equip de futbol de la Vall d'Aran juga a França. De fet, fins que no van construir el túnel de Vielha, no podien passar a territori català durant l'hivern